# Sungai Birim
Sungai Birim är ett vattendrag i Indonesien. Det ligger i den östra delen av landet, 3 800 km öster om huvudstaden Jakarta.